# Painting Pictures
Painting Pictures è il primo album in studio del rapper statunitense Kodak Black, pubblicato il 31 marzo 2017 negli Stati Uniti d'America dalla Dollaz N Dealz Entertainment, Sniper Gang e Atlantic Records.
Le sessioni di registrazione si sono svolte tra il 2016 e il 2017 presso i Pink House Studios di Miami, in Florida, con la produzione fornita da Metro Boomin, Southside e Mike Will Made It. Sono stati estratti tre singoli: There He Go, Tunnel Vision e Patty Cake.

## Tracce
1. Day for Day – 2:48
2. Coolin and Booted – 3:34
3. Candy Paint (feat. Bun B) – 3:38
4. Up in Here – 2:55
5. U Ain't Never – 3:29
6. Twenty 8 – 2:59
7. Patty Cake – 3:18
8. Save You – 3:58
9. Conscience (feat. Future) – 3:39
10. Tunnel Vision – 4:28
11. Corrlinks and JPay – 3:02
12. Reminiscing (feat. A Boogie wit da Hoodie) – 3:45
13. Side Nigga – 3:29
14. Off the Land – 3:45
15. Top Off Benz (feat. Young Thug) – 4:02
16. Feeling Like (feat. Jeezy) – 3:48
17. Why They Call You Kodak – 3:33
18. There He Go – 3:16

## Classifiche

### Classifiche settimanali
| Classifica (2017)         | Posizione massima |
| ------------------------- | ----------------- |
| Canada                    | 5                 |
| Germania                  | 88                |
| Nuova Zelanda             | 4                 |
| Stati Uniti               | 3                 |
| US Top R&B/Hip-Hop Albums | 2                 |

### Classifiche di fine anno
| Classifica (2017) | Posizione massima |
| ----------------- | ----------------- |
| Stati Uniti       | 48                |